# DEARDROPS
『DEARDROPS』（ディアドロップス）は、成人向けゲームブランド・OVERDRIVE（オーバードライブ）製作のアダルトゲーム。2010年4月23日発売予定だったが、延期して同年6月18日発売となった。
作品内に登場するバンド「DEARDROPS」および、コンシューマー向け移植作品『DEARDROPS DISTORTION』についても本項目にて記述する。

## 概要
OVERDRIVEの第3作目。前作『キラ☆キラ』同様「音楽」や「バンド」を題材とした物語である。前作はバンドとそれを取り巻く環境がテーマだったが、今作についてはバンドそのものの人間関係を中心としたストーリーとなっている。
本作の売り上げは『キラ☆キラ』の70 - 80％程度だったが、製作者はこれを「伝説（前作）とチャレンジャー（本作）という位置づけ」であるとし、充分売れていると判断している。
2011年2月26日には横浜ベイホールにて、劇中のバンドを再現したワンマンライブ「DEARDROPS 〜Last Waltz〜」を開催。1100人の観客を動員した。本来は同年1月27日に予定されていたPSP版の発売後のイベントのはずだったが、発売日が3月10日に延期されたためライブに間に合わなくなってしまい、サイバーフロントの担当者が舞台上で（パフォーマンスとして）陳謝させられる一幕も見られた。
同年11月25日、その後を描いたキラ☆キラとの合作となるファンディスク『d2b vs DEARDROPS - Cross the Future -』を発売した。
2017年12月12日、Android、iOSに対応した『DERADROPS OVERDRIVE EDITION』を発売。開発費用をクラウドファンディングで募集し作成した作品である。それぞれGoogle Play Store、App Storeにて販売している。
2020年5月29日にクラウドゲーミングプラットフォーム「OOParts」でも配信された。

## ストーリー
ドイツのオーケストラ「ドイツ・フィル」で将来を有望視されていた主人公。とある事情で将来を閉ざされ、また家族にも見放され失意であった主人公が地元の「撫子町」にあるライブハウス「ライブスペース696」に住み込むことになる。そこで知り合うさまざまな経歴を持つ人物たちとバンド「DEARDROPS」を結成。それぞれの思惑、過去のしがらみ、試練を仲間とともにどのように乗り越えていくのだろうか…

### 作品舞台
作品の舞台は海岸に近い場所となっており、音楽という文化が繁栄している街として「撫子町」（なでしこちょう）という架空の都市が登場する。作中では「神奈川県」と言っている。

## 登場人物

### DEARDROPS（バンド）
菅沼 翔一（すがぬま しょういち）
本作品の主人公。幼少の頃からヴァイオリンを習得し、中学生の時に国際ヴァイオリン・コンクールで優勝するほどの腕の持ち主でドイツへ音楽留学をするが、とある事情により帰国することとなる。
パート：ギター
使用機材モデル：フェンダー・ストラトキャスター
芳谷 律穂（かぐや りほ）
人との付き合いが苦手なクールビューティー。セレーネ女子学園の1年生であるが、見た目からは想像ができないハスキーボイスの持ち主。
パート：ボーカル
好きなアーチスト：マドンナ、木村カエラ
使用機材モデル：Shure PGX24/BETA 58A
大場 弥生（おおば やよい）
セレーネ女子学園の3年生。人見知りしやすい性格であるが、趣味が合う人とは打ち解けられる。ギターをこよなく愛している。
パート：ギター
好きなアーチスト：TOTO、ジミー・ペイジ、9mm Parabellum Bullet、KENTA
使用機材モデル：ESP Navigator N-TE-380LTD
珠野 りむ（たまの - ）
隣町にある青羽学園の2年生。猫耳のようにはねている髪が特徴。一人でいると何かと交信をしているように見られるような性格（いわゆる不思議ちゃん）の持ち主。
パート：ドラム
好きなドラマー：そうる透、サイモン・フィリップス、JOE、青山純
使用機材：オリジナルドラムセット
権田 英嗣（ごんだ えいじ）
年齢不詳のベーシスト。強面のため周囲から恐れられておりそれによるトラブルも少なくない。
パート：ベース
好きなミュージシャン：ジョニー・サンダース、戸城憲夫
使用機材モデル：ギブソン・サンダーバード

### 桜井家
桜井 かなで（さくらい かなで）
律穂とは正反対の声質を持ち、歌うことが好きな翔一の幼馴染。頼まれると断れない優しい性格の持ち主。
桜井 貞夫（さくらい さだお）
かなでたちの父で貸しスタジオとライブハウス「ライブスペース696」を経営、皆からは「マスター」と呼ばれている。
桜井 ちか（さくらい ちか）
かなでの妹で小学4年生。少々気が強い性格。ライブハウスを切り盛りする年齢以上のしっかり者だが、甘えたがったり旅行をねだる歳相応の一面も見せる。
桜井 エレナ（さくらい エレナ）
かなでたちの母。すでに他界している。レオが一方的にあこがれたほどの歌い手だったが、かなでを身ごもったために音楽活動を引退した経緯がある。
クレモナ
桜井家で飼っている黒猫。良い音楽には近づき、悪い音楽からは離れる癖がある。

### 音楽関係者
竜二（りゅうじ）
「ライブスペース696」の従業員で現在はPAエンジニアの見習い。実は東大出身の秀才である。
鮫島（さめじま）
「High and Nothing」（通称：ハイエナ）という名のバンドのギタリストで、スタジオに出入りしている。当初は律穂をめぐって翔一たちと敵対していたが、やがて良き友となる。
西本（にしもと）
翔一とは昔からの知り合いで、同じく幼少の頃からヴァイオリンを演奏している。
小野寺（おのでら）
通称「ノジ」。駅前で路上ライブをしていた知床出身のバンド「THE MOO」のギター。
三園（みその）
小野寺たちのバンドのベース。彼ら3人は釧路畜産大学の学生である。
岡部（おかべ）
通称「カベ」。小野寺たちのバンドのドラム。3人の中でひとりだけなまりがない。
岡 健介（おか けんすけ）
通称「オカケン」。地元出身の地元テレビ局のディレクター。夏休みに開催されるロックフェスティバルも担当している。業界用語でしゃべる軽薄そうな男だが、音楽に対してはとても真剣で各バンドの力になってくれる。
後藤 涼子（ごとう りょうこ）
音楽事務所「オフィス・ゴッチャ」を経営する女社長。かなでには常に優しいが、必要なときは非情にもなれる才女。
豊原 作之助（とよはら さくのすけ）
「オフィス・ゴッチャ」のスタッフ。おっちょこちょいな男だが、なぜか女性のファッションに精通している。
レオ
とあるメジャーバンドのボーカルを務めている。貞夫とは旧知の仲。
フリードリヒ・フォン・ベルガー
世界的に活躍しているドイツ・フィルの首席指揮者。翔一の恩師。
ヨハン・フォン・バーベンベルク
ドイツ・フィルの首席ヴァイオリニスト。かつての翔一のライバル。
きらり
世界を股にかけて活躍するミュージシャン。前作『キラ☆キラ』のヒロイン「椎野きらり」その人。
誉田 宗太（ほんだ そうた）
「スーパーロックンローラーズ」のボーカル。前作ファンディスク『キラ☆キラ カーテンコール』第1部主人公。
山本（やまもと）
大阪のライブハウス「心斎橋キングコブラ」のオーナー。
神埼（かんざき）
通称「ザキ」。かつて英嗣が所属していた「THE スクリュー・ドライブ」のギター。陰鬱で、バンド崩壊のきっかけとなった英嗣をずっと恨んでいる。
サブ
「THE スクリュー・ドライブ」のドラム。真昼間からふらふらしている。
成沢 晶（なるさわ あきら）
「THE スクリュー・ドライブ」のボーカル。すでに他界している。
松田（まつだ）
ギターショップの店員。ギターの修理を手がける。
神野 重道（かんの しげみち）
りむの父親。PSP版のみ登場。凄腕のドラマーだが、ドラム以外のことには一切気を回さない傍若無人で奔放な人柄である。

### その他
雪村 加奈子（ゆきむら かなこ）
セレーネ女子学園の教師で律穂の担任。翔一のファンでもある。
トモコ
セレーネ女子学園の生徒で律穂のクラスメイト。周囲に気を遣わない律穂にいらだって嫌がらせをしていたが、本当はなにかと気の利く少女。
野田 聖美（のだ きよみ）
セレーネ女子学園のOGで県会議員・野田哲朗の夫人。規律を重んじロックを蔑視しているが、決して頭が固いだけの人物ではなく、後半ではむしろ協力者として登場する。
珠野 悦司（たまの えつじ）
駅前の商店街で悩んでいたところで翔一と知り合った男性。りむの母親の再婚相手。りむのことを娘として溺愛している。
菅沼 桔平（すがぬま きっぺい）
翔一の父親。スーパーマーケットを経営しており、非常に厳格な性格を持っている。すべてを金銭で判断する独自の価値観の持ち主。
メグミ
ストリップ劇場（PSP版ではダンスホール）「ニューロックミュージック」の踊り子。かなでに舞台に立つ誇りを説き、年上の友人となる。

## DEARDROPS DISTORTION
PlayStation Portable用としてコンシューマー向けの『DEARDROPS DISTORTION』をリリース。2011年1月27日発売予定だったが、延期して同年3月10日に発売された。

### 変更点
- コンシューマ向けとなったため未成年の飲酒描写や性交シーンなどの削除
- 新規シナリオを追加
- イベントグラフィックを追加
- 追加BGMと新エンディング曲を採用

## スタッフ
- プロデューサー：竹内"bamboo"博
- 原画・キャラクターデザイン：藤丸
- 音楽：DEARDROPS/milktub
- シナリオ：那倉怜司
- ムービー - Iris motion graphics

## 関連楽曲

### テーマ曲
オープニングテーマ
DEARDROPS
「希望の旋律」
歌・作詞曲・編曲 - DEARDROPS
エンディングテーマ
PC版
「Noisyスイートホーム」 - 律穂エンディング -
歌・作詞曲・編曲 - DEARDROPS
「kaleidoscope」 - かなでエンディング -
歌・作詞曲 - 桜井かなで・編曲 - lotta
「Be loud!」 - 弥生エンディング -
歌・作詞曲・編曲 - DEARDROPS
「On my beat」 - りむエンディング -
歌・作詞曲・編曲 - DEARDROPS
PSP版
「a birthplace 〜いつか帰る場所〜」 - 律穂エンディング -
歌・作詞曲・編曲 - DEARDROPS
「そっとあたためて…」 -かなでエンディング -
歌・作詞曲 - 桜井かなで・編曲 - lotta
「Shout out!」 - 弥生エンディング -
歌・作詞曲・編曲 - DEARDROPS
「Da!Da!Da!」 - りむエンディング -
歌・作詞曲・編曲 - DEARDROPS
「It's up to U.」 - 律穂・かなでエンディング -
歌 - DEARDROPS feat 桜井かなで・作詞曲・編曲 - DEARDROPS
「P.P.f.Y」 - 弥生・りむエンディング -
歌・作詞曲・編曲 - DEARDROPS
挿入歌
「No music, No future」
歌・作詞曲・編曲 - DEARDROPS
「Anytime, Anywhere」
歌・作詞曲・編曲 - DEARDROPS
「My dear stardust」
歌・作詞曲・編曲 - DEARDROPS
「696Lover」
歌・作詞曲 - LEO 編曲 - 宮崎京一
「Magic mirror」
歌・作詞曲 - 桜井かなで・編曲 - lotta

### CD

#### シングル
「希望の旋律」
歌：DEARDROPS
自主制作 - コミックマーケット77限定発売
「It's up to U.」
歌：DEARDROPS feat 桜井かなで
自主制作 - DEARDROPS DISTORTION限定盤特典

#### アルバム
『STRAIGHT』
LACA-15025　ランティス - 2010年7月21日
『My Dear Stardust』
自主制作 - コミックマーケット78およびメロンブックスのみ販売。
『Last Waltz』
自主制作 - コミックマーケット79での販売後、2011年1月28日から一般販売が行われている。

## OVA
『キラ☆キラ 5th Anniversary Live Anime KICK START GENERATION』

## 関連書籍
- 『DEARDROPS VISUAL TRACKS』（マックス〈MAXムック〉）ISBN 978-4-86379-128-2